# Mythimna matsumuriana
Mythimna matsumuriana är en fjärilsart som beskrevs av Felix Bryk 1948. Mythimna matsumuriana ingår i släktet Mythimna och familjen nattflyn. Inga underarter finns listade i Catalogue of Life.